# Флаг Кировской области
Флаг Ки́ровской области является официальным государственным символом Кировской области. 
Флаг был утвержден 30 июня 2003 года.

## История
Нынешний флаг является первым, до него официального флага регион не имел.
Разработкой флага на общественных началах занимались заслуженные художники России Сергей Горбачёв и Александр Веприков. Как рассказывал Сергей: «Мы подняли документы, посмотрели как делаются флаги <...> и приступили к разработке флага. Александр Иванович сделал несколько эскизов пастелью. К тому времени я владел компьютером, а Александр Иванович нет, и мне пришлось полностью «оцифровать» его идеи, и внести свои идеи. Получилось у меня 54 варианта, они были распечатаны и предложены».
30 июня 2003 года Законодательное Собрание Кировской области своим постановлением утвердило флаг. Как указано в законе, флаг принимается в целях воспитания гражданственности и уважения к исторической памяти, традициям, национальной и культурной самобытности народов, проживающих в области, укрепления гражданского мира и единства.

## Описание

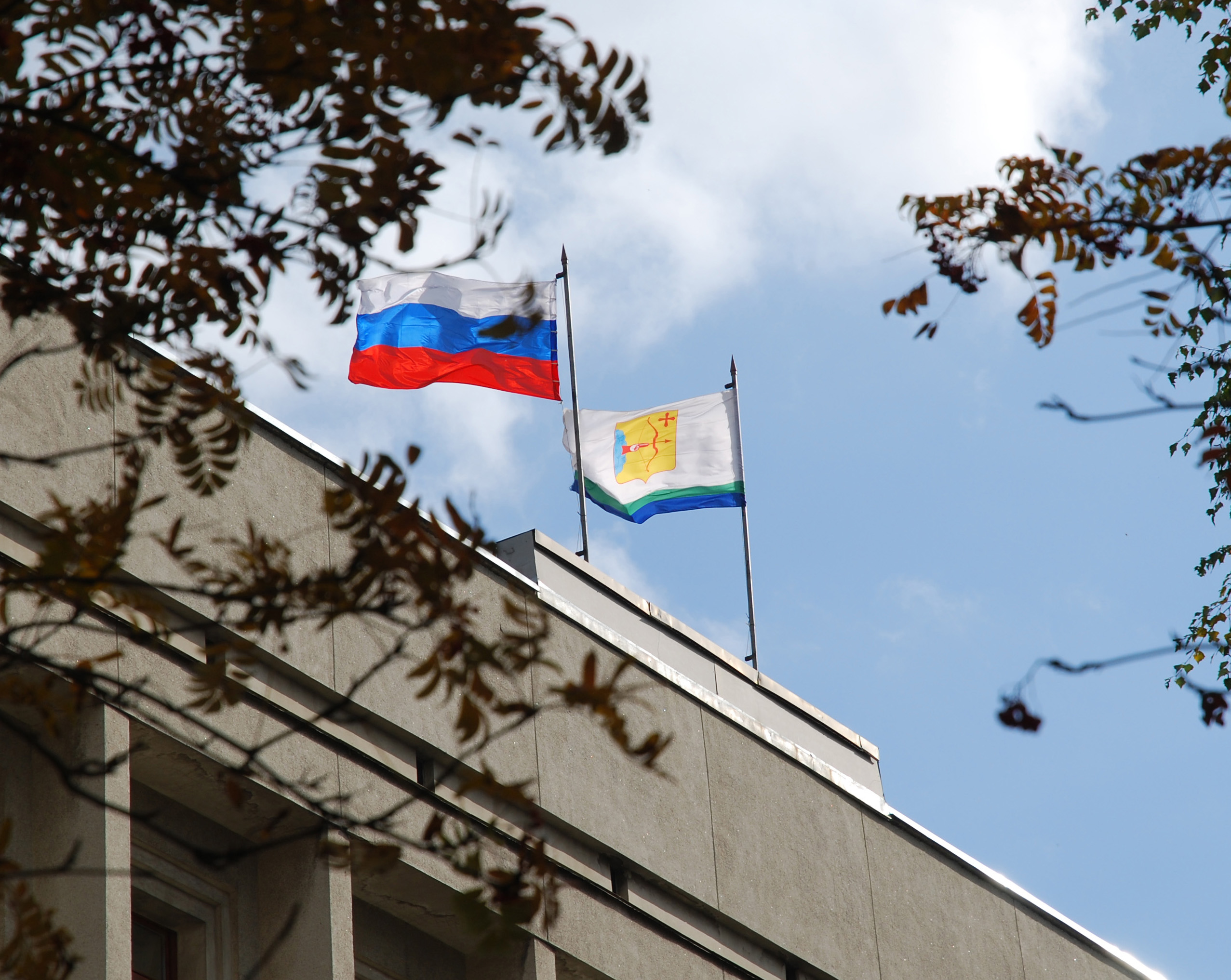
Флаг Кировской области на здании Правительства области.

Флаг Кировской области представляет собой прямоугольное полотнище с соотношением ширины к длине 2:3, разделённое на три горизонтальные полосы:
- верхняя полоса белого цвета занимает 3/4 (три четвёртых) ширины флага;
- средняя полоса зелёного цвета занимает 1/8 (одну восьмую) ширины флага;
- нижняя полоса синего цвета занимает 1/8 (одну восьмую) ширины флага.

В центре полосы белого цвета на удалении 1/8 (одной восьмой) от её верхнего и нижнего краёв размещён выделенный красным цветом геральдический щит герба Кировской области.

### Толкование цветов
- белый цвет является символом чистоты нравственных устоев, добра и скромности, снежной зимы;
- зелёный — цвет надежды, радости и здоровья, плодородия земли и лесных богатств;
- синий — цвет верности, честности, безупречности, символизирует реку Вятку, объединившую на своих берегах население области.

## Использование
Обязательное использование флага предусмотрено на:
- зданиях органов государственной власти области и их структурных подразделений
- в залах заседаний органов государственной власти области
- в рабочих кабинетах Губернатора, Председателя Законодательного Собрания, председателя Контрольно-счетной палаты области, председателя Избирательной комиссии области, Уполномоченных по правам человека, ребенка области и уполномоченного по защите прав предпринимателей в области
- на зданиях официальных представителей Кировской области в Российской Федерации и за границей
- в залах заседаний мировых судей
- на зданиях и в залах заседаний органов местного самоуправления.

Согласно иерархическим правилам, при одновременном поднятии Государственного флага Российской Федерации и флага области, последний располагается справа или ниже флага России, а его размер флага не должен быть больше размера флага России.
При одновременном поднятии флага области и символики муниципальных образований, организаций, уже флаг области является приоритетным, а соответственно символика муниципалитетов или организаций располагается справа или ниже флага области и не может быть больше размера флага области (при одновременном поднятии нескольких единиц символики флаг области располагается в центре, а при четном числе символов - левее центра). Кроме того, флаг области и символика муниципалитетов и организаций должны быть исполнены в единой технике.